# Tim Phillipps
Tim Phillipps (Adelaide, Austrália do Sul, 16 de Fevereiro de 1989), é um ator Australiano. Mais conhecido por sua atuações em DmC: Devil May Cry, The Secret Circle e Once Upon A Time.

## Vida pessoal
Ele tem um irmão chamado Josh, que é um apresentador de televisão e uma irmã chamada Libby. Frequentou a St Peter's College.

## Carreira
Em 2006, a revista australiana Dolly realizou uma competição oferecendo uma chance para ganhar um contrato de três meses com o soap opera Neighbours. Tim audicionou junto com seu melhor amigo, Sam Clark, que eventualmente ganhou o papel de Ringo Brown. Phillipps foi escalado para o papel recorrente de Fox, uma invenção da imaginação de Paul Robinson. Também atuou em Bed of Roses, Rush e o filme australiano Animal Kingdom.

Pouco depois de se mudar para Los Angeles, Tim ganhou seu primeiro papel principal no filme americano Liars All, interpretando um jogador de futebol chamado Billy. No mesmo ano, Tim dublou o personagem Dante, do jogo DmC: Devil May Cry.

Tim foi escalado para viver o príncipe Thomas na série de sucesso da ABC, Once Upon a Time. Em janeiro de 2012, Tim entrou para o elenco de The Secret Circle, no papel recorrente de Grant. 

Em 20 de Abril de 2014, foi confirmado que Tim iria voltar a Neighbours no papel de Daniel Robinson, filho dos ícones Scott Robinson e Charlene Mitchell.

## Filmografia
| Filmes    | Filmes                       | Filmes                    | Filmes       |
| Ano       | Título                       | Papel                     | Notas        |
| --------- | ---------------------------- | ------------------------- | ------------ |
| 2010      | Animal Kingdom               | Daniel Horden             |              |
| 2010      | Shadow's Heart               | Calis                     |              |
| 2010      | When the Wind Changes        | Blandy                    |              |
| 2011      | Mugged                       | Adam                      |              |
| 2011      | Ben Comen                    | Jim                       |              |
| 2013      | Liars All                    | Billy                     |              |
| 2013      | Lemon Tree Passage           | Geordie Whittle           |              |
| 2014      | Chasing the Devil            | Patrick McCord            |              |
| Televisão |                              |                           |              |
| Ano       | Título                       | Papel                     | Notas        |
| 2007      | Neighbours                   | Fox Cameron               | 7 episódios  |
| 2008      | Underbelly                   | Damien                    | 1 episódio   |
| 2008-2009 | Rush                         | Aden Geddes/Ben           | 2 episódios  |
| 2008-2010 | Bed of Roses                 | Sean Smithwick            | 14 episódios |
| 2009      | Home and Away                | Archie Maddocks           | 2 episódios  |
| 2011-2012 | Chopper                      | Eric                      | 5 episódios  |
| 2011-2012 | Once Upon A Time             | Prince Thomas/Sean Herman | 2 episódios  |
| 2012      | The Secret Circle            | Grant                     | 5 episódios  |
| 2013      | The Cheerleader Diaries      | Harrison Simmons          | 5 episódios  |
| 2014      | Neighbours                   | Daniel Robinson           | Regular      |
| Dublagem  |                              |                           |              |
| Ano       | Título                       | Papel                     | Notas        |
| 2013      | PlayStation All-Stars Royale | Dante                     | Voz          |
| 2013      | DmC: Devil May Cry           | Dante                     | Voz          |